# Delafield
Delafield é uma cidade localizada no estado norte-americano de Wisconsin, no Condado de Waukesha.

## Demografia
Segundo o censo norte-americano de 2000, a sua população era de 6472 habitantes.
Em 2006, foi estimada uma população de 6918, um aumento de 446 (6.9%).

## Geografia
De acordo com o United States Census Bureau tem uma área de
28,7 km², dos quais 24,6 km² cobertos por terra e 4,1 km² cobertos por água.

## Localidades na vizinhança
O diagrama seguinte representa as localidades num raio de 8 km ao redor de Delafield.